# Ceresium immite
Ceresium immite es una especie de escarabajo longicornio del género Ceresium, tribu Callidiopini, subfamilia Cerambycinae. Fue descrita científicamente por Newman en 1842.

## Descripción
Mide 11,25 milímetros de longitud.

## Distribución
Se distribuye por Filipinas.